# يوتوبيا القراصنة

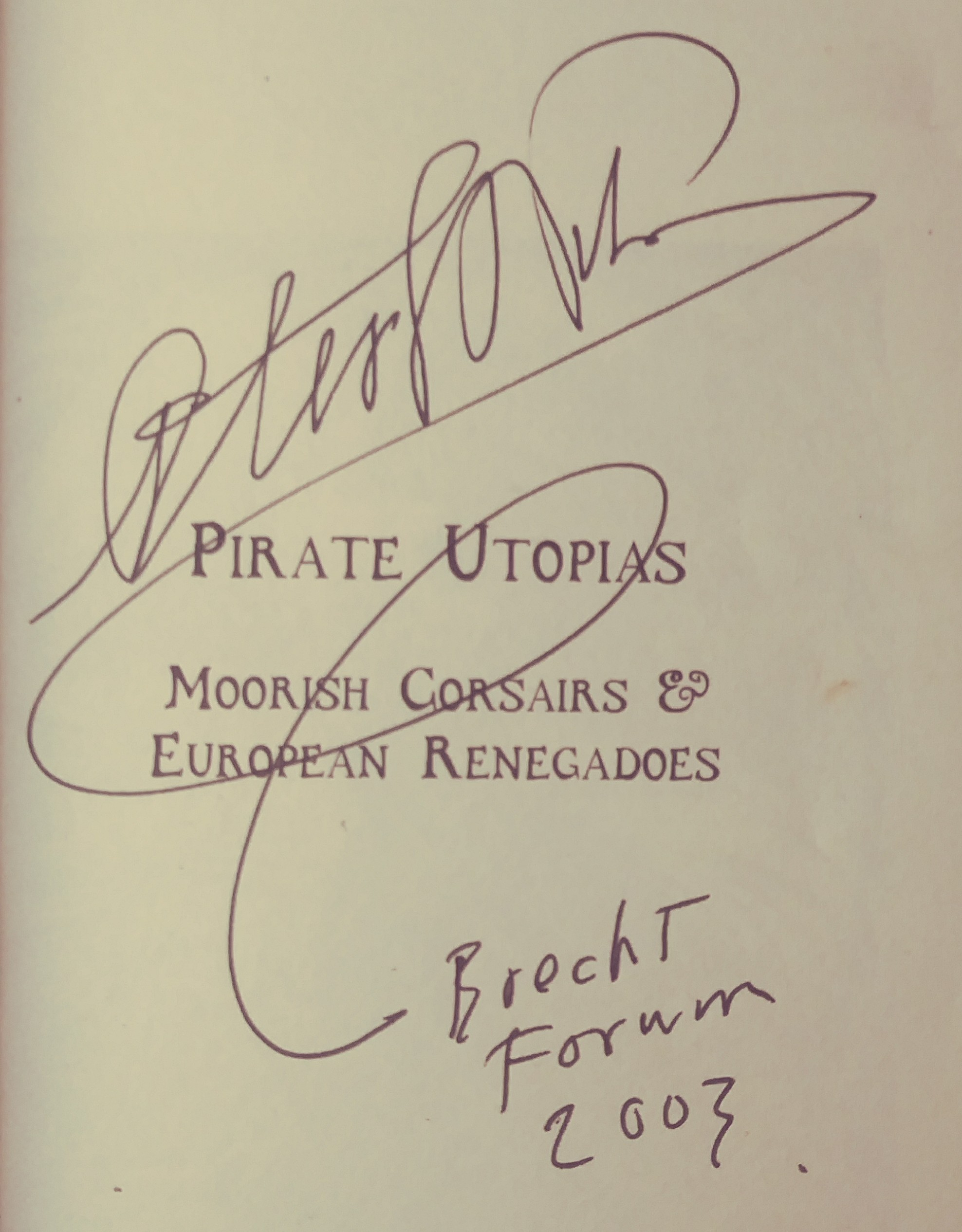

تم وصف يوتوبيا القراصنة من قبل الكاتب اللاسلطوي بيتر لامبورن ويلسون، الذي صاغ هذا المصطلح في كتابه الذي نشر عام 1995 يوتوبيا القراصنة: القراصنة المغاربة والخونة الأوروبيون (Pirate Utopias: Moorish Corsairs & European Renegadoes) حيث توجد جزيرة سرية تم استخدامها من قبل القراصنة في يوم ما بغرض توفير الإمدادات. وقام مفهوم ويلسون بشكل كبير على أساس التوقع وبعض الخيال كما يقول. ومن وجهة نظر ويلسون، تكونت هذه المستوطنات الخاصة بالقراصنة على هيئة مجتمعات لاسلطوية بدائية محكومة ذاتيًا حيث إنها تعمل بعيدًا عن الحكومات وتتبنى مبدأ الحرية غير المقيدة.

## على الساحل البربري
وبموقعها على الساحل البربري (سلا، والجزائر، وتونس)، كانت تلك القواعد ملاذًا للقراصنة المتمردين منذ القرن السادس عشر وحتى القرن الثامن عشر. وقد دمر القراصنة، الذين أُطلق عليهم «قراصنة البربر»، عمليات الملاحة الأوروبية واستعبدوا عدة آلاف من الأسرى. ومع ذلك، اعتنق عدد من الأوروبيين الإسلام، وأسسوا حركة «المتمردين» وانضموا إلى الحرب الدينية للقراصنة. كتب ويلسون أن هؤلاء الرجال والنساء لم يكونوا مجرد مرتدين وخونة، حيث كانوا يسكنون في أوطانهم، ولكن يمكن اعتبار خيانتهم الطوعية للعالم المسيحي تطبيقًا عمليًا للمقاومة الاجتماعية. وركز ويلسون على جمهورية بورقراق الخاصة بالقراصنة، في القرن السابع عشر بالمغرب، والتي كان لها اللغة المشتركة الخاصة بها. ومثل بعض دول القراصنة الأخرى، فإنها كانت تستخدم في تمرير المعاهدات من وقت لآخر مع بعض الدول الأوروبية، مع الاتفاق على عدم مهاجمة أساطيلها. تطورت فكرة ويلسون / باي الشبكة المستقلة المؤقتة من خلال نظرته التاريخية ليوتوبيا القراصنة. وفي وصفهم قال ويلسون «يجب علينا بالتأكيد استخدام خيالنا أكثر مما يتيح لنا التأريخ» الواقعي«، واضعين الكثير من الافتراضات بشأن الإطار المتزعزع للتعميمات، مع إضافة لمسة من الخيال (وما يستطيع المتخصصون في مجال القرصنة مقاومته من الخيال؟). أستطيع القول إنني أرضيت فضولي إلى هذا الحد على الأقل: وأن ثقافة مثل ثقافة التمرد يمكن أن تكون نظامًا قائمًا؛ حيث توافرت جميع مقوماتها، التجاور والتزامن».

## التحرر
تعد ليبرتاتيا (وتعرف أيضًا باسم ليبرتاليا) هي مستعمرة لاسلطوية قد تكون خيالية تأسست في أواخر القرن السابع عشر في مدغشقر من قبل القراصنة تحت قيادة الكابتن جيمس ميسون. ويعد أمر وجود ليبرتاتيا أو عدم وجودها أمرًا متنازعًا عليه. وتم وصفها في كتاب الكابتن تشارلز جونسون تحت عنوان التاريخ العام للقراصنة، وهو شخص غير معروف وقد يكون اسمًا مستعارًا لدنيال ديفو. ويتناول معظم الكتاب مزيجًا من الحقيقة والخيال، ومن الممكن أن تكون مسألة ليبرتاتيا ملفقة بالكامل.
وفقًا لوصف جونسون، استمر وجود ليبرتاتيا حوالي 25 عامًا. ولم يتم تحديد موقعها بدقة، ومع ذلك فإن معظم المصادر تقول إنها تمتد بين خليج أنتونجيل إلى مانانجاري، بما في ذلك أيل سانت ماري وفولبوينت. واشترك في اكتشافها توماس تيو وميسون وكاهن الدومينيكان الإيطالي كاراكيولي.

## في الأدب
هناك قصة بعنوان مدن الليالي الحمراء كتبها الكاتب الأمريكي ويليام بوروز تدور حول مجموعة من القراصنة المتطرفين الذين يسعون وراء حرية العيش في إطار مواد وضعها لهم الكابتن جيمس ميسون.